# Paolo Domenico Finoglia

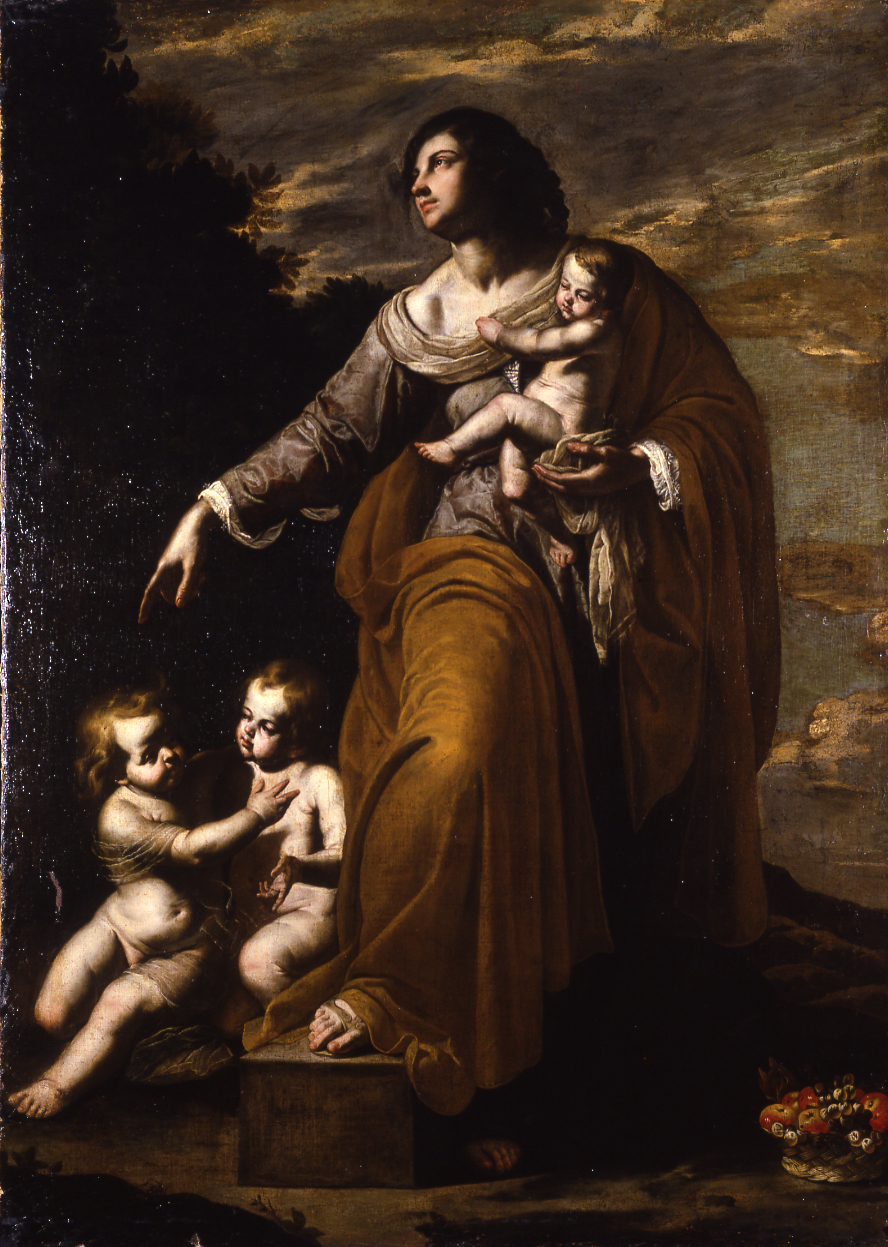
Caridad Romana

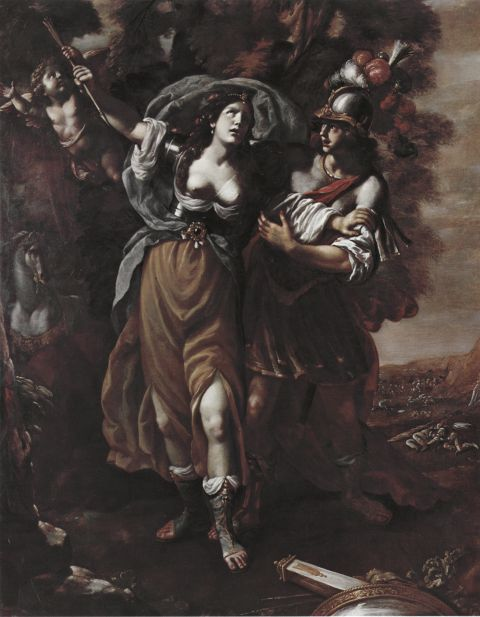
Tancredo y Clorinda

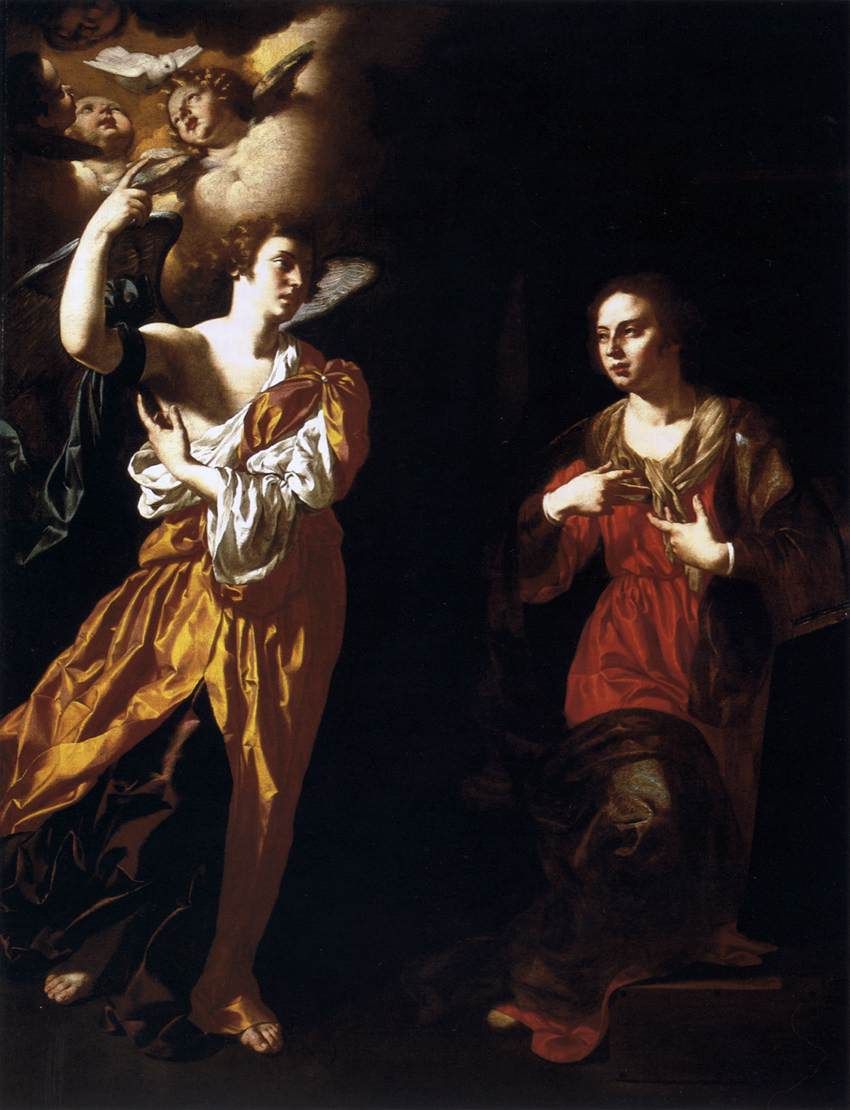
Anunciación

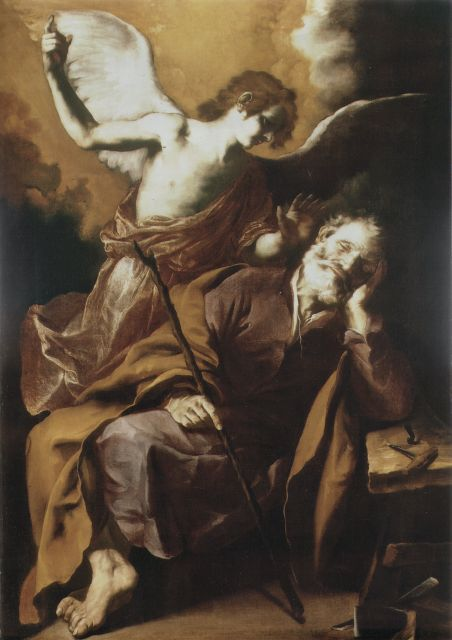
El ángel se aparece a San José

Paolo Domenico Finoglia o Finoglio (Orta di Atella (Caserta) o Nápoles, c. 1590-Conversano (Bari), 1645), pintor italiano del Barroco, activo en la región napolitana.

## Biografía
Su formación tuvo lugar probablemente en el taller del manierista Ippolito Borghese. Sin embargo, la mayor influencia para el joven artista fue la de Caravaggio, de quien Finoglia ferviente seguidor. Este estilo tenebrista le llegó a través de Battistello Caracciolo, el mayor representante de esta corriente pictórica en el sur de Italia. Durante toda su carrera Finoglia supo integrar el amor por el detalle del último manierismo con los violentos efectos de luz propios de los caravaggescos.
Los primeros años de actividad como artista independiente se desarrollaron en la comarca de Lecce, aproximadamente de 1610 a 1616. Allí se casó con una mujer de la región, donde iglesias conservan obras de su mano.
A partir de 1622, Finoglia trabajó para la familia del conde de Conversano, Giangirolamo II Acquaviva d'Aragona, para cuyo castillo realizó varias obras. La más importante de ellas fue la serie de diez lienzos con la Jerusalén liberada de Torquato Tasso, que le tuvo ocupado desde 1640 hasta su muerte.

## Obras destacadas
- Fundadores de las Órdenes Religiosas (1620-1626, Certosa di San Martino, Nápoles)
- Frescos de los dormitorios del Palazzo Acquaviva (1622, Conversano)
  - Historia de Jacob y Raquel
- Circuncisión (1626, Certosa di San Martino, Nápoles)
- Inmaculada Concepción (1629-30, San Lorenzo Maggiore, Nápoles)
- Anunciación (1630, Fine Arts Museum, Budapest)
- Frescos de la Capilla de San Martino (1632, Certosa di San Martino, Nápoles)
  - Escenas de la Vida de San Martín
- Virgen con el Niño y los santos Margarita, Bernardo y Antonio de Padua (1634, Santi Bernardo e Margherita a Fonseca, Nápoles)
- Bautismo de San Celso (1635, Catedral de Pozzuoli)
- El triunfo de Baco, después de 1635, Museo del Prado
- Jerusalén liberada (1640-45, Palazzo Acquaviva, Conversano), 10 lienzos.
  - Tortura de Olindo y Sofronia
  - Encuentro de Clorinda y Tancredo
  - Duelo entre Raimundo de Tolosa y Argante
  - Bautismo y muerte de Clorinda
  - Rinaldo y Armida en el jardín encantado
  - Carlo y Ubaldo urgen a Rinaldo a cumplir con su deber
  - Armida intenta detener a Rinaldo
  - Rinaldo abandona la isla encantada
  - Erminia descubre herido a Tandredo
  - Rinaldo victorioso pone en fuga al enemigo
- Virgen y el Niño con San Trifón y San Eligio (San Angelo, Monopoli)